# موريس والش
موريس والش (بالإنجليزية: Maurice Walsh)‏ هو كاتب أيرلندي، ولد في 21 أبريل 1879 في ليستاول ‏ في جمهورية أيرلندا، وتوفي في 18 فبراير 1964 في بلاكروك ‏ في جمهورية أيرلندا.

## وصلات خارجية
- موريس والش على موقع IMDb (الإنجليزية)
- موريس والش على موقع قاعدة بيانات برودواي على الإنترنت (الإنجليزية)